# Cuilen
Cuilén mac Ildulb (anglicyzowany jako Colin albo Culen; zwany An Fionn, czyli Biały; ur. ? - zm. w 971 roku w Lothian) – król Alby (ówczesna nazwa Szkocji) od 966/7 roku aż do śmierci.
Cuilen był synem Indulfa, panującego w latach 954-962 oraz nieznanej z imienia matki, prawdopodobnie pochodzenia skandynawskiego. Indulf był synem panującego w latach 900-943 Konstantyna II, który został strącony z tronu przez zmęczonego jego zbyt długim panowaniem kuzyna Malcolma I. Odtąd linie wywodzące się od Malcolma i Konstantyna toczyły ze sobą walkę na przemian zasiadając na tronie. Miał dwóch młodszych braci: Amlaib (Olaf) jest wymieniany przez Kroniki Tigernach jako król zabity przez ludzi Kennetha II w 977 roku, a Eochaid został zabity w 971 roku razem z Cuilenem przez ludzi ze Strathclyde.
Po śmierci jego ojca, Indulfa, władzę przejął syn Malcolma I, Dub. Według Kroniki Królów Alby Dub stoczył z Cuilenem (prawdopodobnie w 965), którą miał wygrać. W walce mieli zginąć Dubdon, mormaer Atholl i Duchad, przeor z Dunkeld (możliwy przodek Crínána z Dunkeld, założyciela dynastii Dunkeld i bohatera szekspirowskiego Makbeta). To samo źródło w następnym zdaniu podaje jednak, że Dub został wygnany, nie wiadomo, czy miało to związek z bitwą. Annały z Ulsteru podają, że zmarł w 967 roku i "został zabity przez samych Szkotów, ludzi Marraya".
Kroniki Królów Alby podają kilka wydarzeń z czasów jego panowania i stwierdzają, że panował przez 4 lata i 6 miesięcy (prawdopodobnie 966/7-71). Marcan, syn Breodalacha, został wówczas zamordowany w kościele św. Michała. Leot i Sluagadach wyjechali do Rzymu, prawdopodobnie w kwestiach związanych z wiarą. Zmarli biskupi St Andrews Cellach II (zapewne 970) oraz Máel Brigte (prawdopodobnie także biskup St Andrews). Zakończyli swoje życie również dwaj mężczyźni o niepewnym pochodzeniu Domnall mac Cairill i Máel Brigte mac Dubacain. Drugi z nich mógł być synem pana Angus Dubacana mac Indrechtaiga, który zginął w bitwie pod Brunanburh w 937 roku.
Cuilen w 971 został zabity wraz ze swym bratem przez Brytów. Prawdopodobnie powodem było porwanie i zgwałcenie córki albo miejscowego szlachcica Rhyddercha, albo Amdarcha, króla Strathclyde. Władzę przejął brat Duba, Kenneth II, który jednak w latach 70. X wieku został jej na krótko pozbawiony przez Amlaiba, brata Cuilena.
Cuilem z nieznaną kobietą pozostawił po sobie syna Konstantyna III, który toczył boje z Kennethem II i dopiero po jego śmierci zasiadł na tronie między 995 a 997 rokiem.